# Beaver Brook (Wisconsin)
Beaver Brook es un pueblo ubicado en el condado de Washburn en el estado estadounidense de Wisconsin. En el Censo de 2010 tenía una población de 713 habitantes y una densidad poblacional de 8,39 personas por km².

## Geografía
Beaver Brook se encuentra ubicado en las coordenadas 45°45′24″N 91°49′40″O / 45.75667, -91.82778. Según la Oficina del Censo de los Estados Unidos, Beaver Brook tiene una superficie total de 85 km², de la cual 82.82 km² corresponden a tierra firme y (2.57%) 2.18 km² es agua.

## Demografía
Según el censo de 2010, había 713 personas residiendo en Beaver Brook. La densidad de población era de 8,39 hab./km². De los 713 habitantes, Beaver Brook estaba compuesto por el 95.09% blancos, el 0.28% eran afroamericanos, el 2.24% eran amerindios, el 0.98% eran asiáticos, el 0.14% eran isleños del Pacífico, el 0.42% eran de otras razas y el 0.84% pertenecían a dos o más razas. Del total de la población el 1.82% eran hispanos o latinos de cualquier raza.